# 程季
程季（？—？），春秋时期晋国人，荀氏的别支程氏。排行最幼，所以称为季。
晋景公时新下军将荀骓（荀驩）的孙子，晋平公时的下军佐程郑的父亲。